# Bella – bland kryddor och kriminella
Bella – bland kryddor och kriminella är en svensk deckarserie i sex delar, regisserad av Mikael Ekman, som visades i SVT mellan 4 november och 9 december 2002.

## Handling
Den livsnjutande kocken Isabella (Claire Wikholm) snubblar titt som tätt över fall som hon med sin skarpa iakttagelseförmåga löser på ett högst personligt sätt. Hennes brokiga skara vänner involveras allt som oftast i fallen. Till den närmsta vänkretsen räknas advokatparet Martinsson, spelade av Krister Henriksson och Grynet Molvig, den nyfunne vännen Kim, en ung KTH-student som spelas av Henrik Ståhl och Isabellas verbala hushållerska Eva, som spelas av Lotta Tejle. Bland ingredienserna har vi matlagning, humor och kärlek, kryddat med ett knippe trivsamma kriminalgåtor i sex fristående avsnitt. Rollen som Isabella är specialskriven för Claire.

## Rollista
- Claire Wikholm - Isabella Lindblom
- Grynet Molvig - Linn Martinsson
- Krister Henriksson - Gustav Martinsson
- Lotta Tejle - hemhjälpen Eva
- Henrik Ståhl - Kim Linder

### Gästroller

#### Del 1
- Lena Strömdahl - Lotta
- Tove Edfeldt - Karin
- Anne-Li Norberg - Liv
- Suzanne Ernrup - Marianne
- Per Eggers - Stig
- Per Mattsson - Nils
- Sten Johan Hedman - Christoffer

#### Del 2
- Inger Holmstrand - Helena
- Rakel Wärmländer - Johanna
- Maria Antoniou - Irene

#### Del 3
- Josefin Loftéen - Sonja
- Christoffer Svensson - Tobias
- Albin Holmberg - Alexander
- Bengt C.W. Carlsson - Håkan

#### Del 4
- Cecilia Nilsson - Birgitta
- Mikael Rundquist - Åke
- Lotta Karlge - Gunilla
- Bisse Unger - Erik
- Med Reventberg - Affärsinnehavare

#### Del 5
- Jan Holmquist - Henrik
- Ing-Marie Carlsson - Maria
- Jonas Falk - Per
- Johan Wahlström - Sören

#### Del 6
- Anders Ahlbom - Sven
- Lena Strömberg - Martina
- Sofia Rönnegård - Ingela
- Johan Hedenberg - Jan